# Владимирский уезд Замосковного края
Влади́мирский уе́зд — историческая административно-территориальная единица Замосковного края Московского царства.

## Границы
В 1362 году произошло слияние Великого княжества Владимирского с Московским княжеством.
В духовных и договорных грамотах XIV — XV веков используются названия «Владимир», «Великое княжение». Отдельные станы и волости попадаются очень редко. Готье Ю. В. сопоставляя все известия о местностях, составлявших Владимирский уезд, предполагает, что этот уезд, каким он был в XVII веке, составился из большей части того Великого княжения, которым Дмитрий Донской впервые, как вотчиной, благословил сына своего Василия. В состав этого великого княжения входило течение реки Клязьмы, левый её берег до границ уделов Юрьевского, Суздальского и других, образовавшихся из Владимиро-Суздальского княжества XII века. Правый берег Клязьмы в силу тех же природных условий и малой населенности остался вне этих уделов, и таким образом, бедные лесные волости навсегда остались связанными с Владимиром; этим, надо думать объясняется далёкой протяжение Владимирского уезда на юге.
Владимирский уезд примерно совпадал с границами Великого княжения Владимирского. Чётких границ уездов в то время не существовало. На севере и западе Владимирский уезд ограничивается старинными землями княжений Суздальского, Стародубо-Ряполовского, Юрьевского, Переяславского и Московского. Течением реки Клязьмы северная половина уезда, изстари густо населенная, отделяется от лесных волостей южной половины уезда, простиравшейся до довольно слабо очерченных границ Рязани и Мещеры. Южный своей оконечностью уезд касался течения Оки. Южные волости с неплодородной почвой, изобиловавшие лесом, оставались до XVII века частью чёрными и частью дворцовыми.
Весь уезд до конца XVII века большей частью рассматривается как прочное целое.

## Административно-территориальное деление
Основными единицами территориального деления древней Руси были волости и станы. В XVII веке эти два понятия были очень часто синонимическими, их историческое происхождение, а следовательно, и первоначальное значение были совершенно различны. Наиболее древним из двух была волость. Волость в это время представляла известных размеров сельский округ, внешним образом объединявшийся общими выборными должностными лицами, носившими название старост, сотских и т.п.

«C постепенным развитием административной деятельности общинное волостное деление стало мало-помалу заменяться административным. Стан, очевидно, принадлежал к последней категории. Станы древних русских князей и становища, то есть бывшие места их стоянки, упоминаются на первых страницах наших летописей. Уже в это время население стекалось сюда, вероятно, для выдачи князьям разных даней, кормов, поклонов и даров или для суда. То же видим мы и впоследствии, ибо станом в уставных грамотах XV и XVI вв. называется место стоянки тиуна или доводчика, где сосредоточиваются кормы и производится суд. Так как на уезд приходилось по нескольку таких лиц, то и станов устраивалось соразмерное количество, а отсюда округов, тянувших судом и данью к такому стану и получивших также наименование станов, приходилось по нескольку на уезд.»— Лаппо-Данилевский А. С., 1890 г.
Наиболее крупные из волостей, сохранявших в XVII века прежнее общинное устройство, подразделялись иногда на более мелкие самостоятельные единицы, носившие очень разнообразные названия, например «кромины» Содомовская, Булановская, Каменицкая, Белчаковская, Высокорецкая в патриаршей волости Баглачевской Клековского стана, или в бывшей до начала XVII столетия дворцовой волости Муромском сельце кромины: Ялменская, Бабкинская, Суковская, Калужская, Тереховская, Шеинская, Зашеморская. Ещё один вариант мелкой единицы: «пятины» — например, в Ярополческой волости пятины Коншуковская, Островская, Выползова. Мелкой единицей внутри волости может быть и стан, например, в той же Ярополческой волости стан Зарецкий.

### Станы

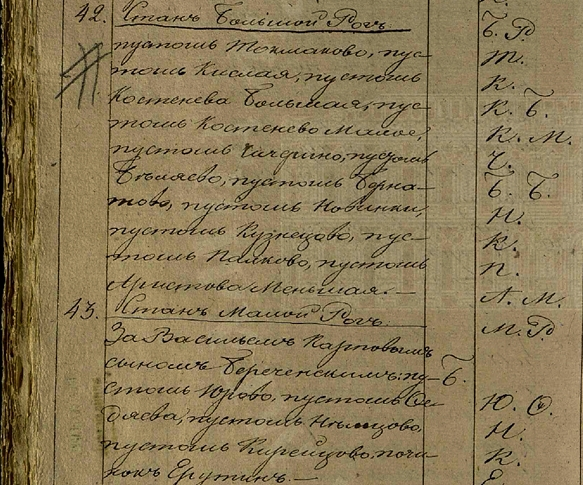
Стан Большой Рог и стан Малый Рог. Реестр списка с писцовых книг князя Василия
Кропоткина с 1637 по 1648 год.

- Богаевский[7]. По реке Клязьме, у границ Переяславского уезда. В пределах образованного на его месте Покровского уезда Владимирской губернии[2].
- Боголюбовский[7]. К северо-востоку от Владимира, по левому берегу Клязьмы до границ Суздальского уезда. В пределах позже образованных на его месте Владимирского и Ковровского уездов Владимирской губернии[2]. Ранее 20-х годов XVII века Боголюбовский стан был временно приписан Юрьево-Польскому уезду. В конце XVII века возвращён во Владимирский уезд[3].
- Волежский[7]. В западной части уезда близ Переяславского рубежа по рекам Вольге и Липне. Точное положение его не совсем ясно. Название от реки Вольги[2].
- Заволежский[7]. Находился, по-видимому, около Волежского; запустел после смутного времени. Название от реки Вольги[2].
- Остров Вышелесский[7]. В южной части уезда в пределах позже образованного Егорьевского уезда Рязанской губернии по рекам Поле и Цне (притоку Оки). Происхождение названия неясно. В начале XX века сохранялось название села Вышелесь. Название Остров присвоено было ещё одной из 12 волостей «Ловчаго пути», к которым принадлежал Остров Вышелесский — Острову Таруцкому. Первое известие в духовной Великой княгини Софии Витовтовны 1453 года: свой прикуп Вышелесь княгиня завещала внуку Андрею Большому[2].
- Опольский[7]. Обширный и очень густо заселённый стан к северо-западу от города Владимира, ограничиваемый Суздальским рубежом, рекой Колокшей и рекой Клязьмой. Смежен с одноимённым станом Суздальского уезда. Название указывает на безлесную местность. Вместе с Опольским станом Суздальского уезда, Боголюбовским станом Владимирского уезда и Юрьевским уездом — древнейшее место русской колонизации. В XVII веке входит вместе с Боголюбовским станом в состав Юрьевской приписи. Часть стана образовала волость Карачаровскую. Особая часть Опольского стана или, может быть, отдельный одноимённый стан находился в противоположном конце уезда, составляя его южную оконечность. Этот второй Опольский стан был очень небольших размеров, лежал на правом берегу Оки в пределах позже образованного Касимского уезда; центром его было село Курман[2]. Ранее 20-х годов XVII века Опольский стан был временно приписан Юрьево-Польскому уезду. В конце XVII века возвращён во Владимирский уезд[3].
- Пырков[7]. По реке Цне, притоку Оки, пограничный с Коломенским и Московским уездами, в пределах позже созданного на этой территории Егорьевского уезда. Происхождение названия неясно. В переписной 1646 года слит с волостью Шатурской и станом Сеньгом[2].

- Рог Большой[7]. Был расположен в северо-западном краю уезда по Юрьевскому и Переяславскому рубежам, среднему течению реки Пекши, в пределах позже образованного на этой территории Покровского уезда. Происхождение названия неясно[2].
- Ильмехоцкий[7]. Обширный стан северной половины уезда; от границ Юрьевского уезда по реке Ворше и отчасти реке Колокше до впадения этих рек в Клязьму. Стан захватывал некоторые местности на правом берегу Клязьмы. Название от речки Ильмехты[2].
- Рог Малый[7]. Был расположен в северо-западном краю уезда по Юрьевскому и Переяславскому рубежам, среднему течению реки Пекши, в пределах позже образованного на этой территории Покровского уезда. Происхождение названия неясно[2].
- Клековский[7], или Клеков[8]. К югу от города Владимира, по притокам Оки, Буже и Поле, в пределах позже образованных на этой территории Владимирского и Судогодского уездов. В состав Клековского стана входила большая патриаршая Баглачевская волость[2].
- Колпский[7]. По верхнему течению реки Колпи (откуда и название); пограничный с Муромским уездом; в пределах позже образованного на этой территории Меленковского уезда[2].
- Сенег[7]. Крайний западный стан уезда, смежный с Переяславским и Московским уездами. В южной части позже образованного на этой территории Покровского уезда. Название от реки Сеньги, притока Клязьмы[2].
- Судогодский[7]. По течению реки Судогды, вверх и вниз от нынешнего города Судогды. Название от реки[2].
- Лиственский[7]. Между верховьями рек Гусь и Судогды, в пределах позже образованного на этой территории Судогодского уезда. Происхождение названия неясно. В начале XX века ещё существовал погост Воскресенский в селе Листвено Судогодского уезда[2].
- Медушский[7]. Обширный стан, расположенный по древним границам Суздальского и Муромского уездов в пределах позже образованных на этой территории Судогодского и Ковровского уездов. Происхождение названия неясно. Первое известие — в договоре Василия Дмитриевича с Владимиром Андреевичем Серпуховским 1389 года, где великий князь обязывался дать Владимиру Андреевичу «Медуши и Ярополч во Ржевы место», если бы последняя почему-либо была утеряна последним[2].
- Тарутский остров[7]. В южной части уезда, около волости Муромское сельцо. Точное расположение не вполне ясно, так же как и происхождение названия. Быть может, это «Остров», упоминаемый духовной Ивана III[2].
- Ярополческий[7]. Составляет вместе с дворцовой Ярополческой волостью части одного первоначального целого. Стан в XVII века включал земли, розданные в частное владение; название волости осталось за землями дворцовыми. Крайняя восточная часть уезда, к востоку от Медушского стана, смежная с Суздальским, Гороховецким и Муромским уездами, по обоим берегам Клязьмы. Название от Ярополча (позднее город Вязники). Впервые упоминается вместе с Медушами в договоре 1389 года Василия Дмитриевича с Владимиром Андреевичем Серпуховским[2].

### Волости
- Баглачевская[6]. Большая патриаршая волость, входила в состав Клековского стана[2].
- Гуская[7]. В южной части уезда в пределах позже образованных на её месте Судогодского и Меленковского уездов Владимирской губернии и Касимовского уезда Рязанской губернии. По рекам Гусю, откуда и название; быть может, в этой волости находилась «Слободка на Гуси», завещанная великим князем Василием Дмитриевичем жене своей Софии Витововне по духовной грамоте 1423 года[2].
- Палешская[7]. Отдельно от Владимирского уезда, между Суздальским, Шуйским и Лушским уездами, в пределах позже образованного на этой территории Вязниковского уезда. Название от села Палеха[2].
- Польская[7]. На правом берегу Клязьмы по реке Поле (притоку Клязьмы) и Ушме, в пределах позже образованного на этой территории Покровского уезда. Название по реке Поле[2].
- Дубровская[7]. Вокруг озёр Долгого, Великого и других, близ верховьев реки Поли, в пределах позже образованного Егорьевского уезда. Название по существовавшему ещё в начале XX века селу Дубровой[2].
- Жегаловская[7]. Располагалась в северной части уезда, по реке Пекше, притоку Клязьмы, в пределах позже образованных на этой территории Покровского уезда и Владимирского уездов. Происхождение названия неясно[2].
- Инебожская[7]. На левом берегу Клязьмы близ устья Пекши и реки Липни, на территории позже образованного Покровского уезда. Происхождение названия неясно[2].
- Любецкий Рожок[7]. Дворцовая волость. Была расположена в северо-западном краю уезда по Юрьевскому и Переяславскому рубежам, среднему течению реки Пекши, в пределах позже образованного на этой территории Покровского уезда. Происхождение названия неясно[2].
- Санницкая[7]. По низовьям рек Ворши и Колокши и по Клязьме в пределах позже образованного на этой территории Владимирского уезда Владимирской губернии. Иногда считалась отдельной волостью, иногда включалась в состав Ильмехоцкого стана. Происхождение названия неясно[2].
- Сенежская[8].
- Кривандинская[7], или Кривалдинская. По рекам Буже и Поле (притоку Клязьмы) в южной части уезда, в пределах позже созданных на этой территории Покровского, Судогорского и Егорьевского уездов. Название сохранилось в названии села Кривандина на реке Поле[2].
- Славецкая[7]. По книгам первой половины XVII века в ней только пустоши. Позднее вообще не упоминается. Местонахождение не известно[2].
- Крисинская[7]. На левом берегу Клязьмы, в пределах позже созданных на этой территории Покровского и отчасти Владимирского уездов от устья реки Пекши вниз до речки Ундолки. Происхождение названия неясно. Писцами XVII века иногда включалась в состав соседнего Ильмехоцкого стана[2].
- Мичевская[7]. В южной части уезда; по рекам Нарме и Нуле, в пределах позже образованного на этой территории Касимовского уезда Рязанской губернии. Происхождение названия неясно[2].
- Тугалесская[7]. По верхнему течению реки Поли (притока Клязьмы), в пределах позже образованного на этой территории Егорьевского уезда. Название, происхождение которого неясно, сохранилось в названии села Тугалес[2].
- Тумская[7]. В южной части уезда, к востоку от волости Муромское сельцо, по реке Нарме, в пределах позже образованного на этой территории Касимского уезда. Название в связи с названием села Тума[2].
- Черная-Гостиловская[7]. На берегах озера Великого, в пределах позже образованного на этой территории Рязанского уезда. Первая часть названия, которая в книге 1678 года уже отпадает, представляет пережиток, воспоминание о свободном состоянии волости, продолжавшемся до первой четверти XVII века, когда она, подобно всем соседним волостям, была роздана в поместья и вотчины служилым людям. Вторая часть названия — от села Гостилова. Писцы 1637—1643 годов включили эту волость в состав Муромского сельца[2].
- Шатурская[7]. По верховьям реки Поли, притока Клязьмы, смежная с Гуслицкой волостью Московского уезда в пределах позже созданного на этой территории Егорьевского уезда. Первое известие в духовной грамоте Ивана III[2].
- Муромское сельцо[7]. Располагалась в южной части уезда в пределах позже образованных на этой территории Егорьевского, Касимовского и Рязанского уездов. Центр стана составляли озера Великое, Святое и другие. Название стана ясно указывает на племя Мурому, ранее здесь обитавшее[2].
- Ярополческая[7]. Составляет вместе с Ярополческим станом части одного первоначального целого. Стан в XVII века включал земли, розданные в частное владение; название волости осталось за землями дворцовыми. Крайняя восточная часть уезда, к востоку от Медушского стана, смежная с Суздальским, Гороховецким и Муромским уездами, по обоим берегам Клязьмы. Название от Ярополча (позднее город Вязники). Впервые упоминается вместе с Медушами в договоре 1389 года Василия Дмитриевича с Владимиром Андреевичем Серпуховским[2].
- Матренинская[7]. Располагалась к западу от города Владимир, на границах позже образованного Покровского уезда по притокам реки Колокши[2].
- Карачаровская[7]

### Сёла
Отдельные дворцовые сёла, обыкновенно не включались в состав станов и волостей и в то же время не составляли отдельной дворцовой волости.
- Всегодичи и Осипово[7]. Дворцовые сёла коло города Коврова[2].
- Сарыево[7]. Дворцовое село. Располагалось в восточной части уезда. Вероятно, ранее входило в состав Ярополческой волости[2].
- Спасское, Черкутино[7]. Дворцовые сёла. Располагались к западу от города Владимир, на границах позже образованного Покровского уезда по притокам реки Колокши[2].

## Землевладение митрополичьего дома
Bo Владимирском уезде находились самые значительные и хозяйственно ценные владения митрополичьего дома, в большей части унаследованные митрополитами от Владимирском кафедры. Митрополит Максим, переселившись из Киева во Владимир, взял в свое управление владения Владимирской епархии. Следующие митрополиты продолжали пользоваться этими владениями, а затем при митрополите Алексее Владимирская епархия была упразднена и константинопольский патриарх санкционировал перевод митрополичьей кафедры в Москву. Вместо Владимирской епископии была учреждена кафедра в Суздале, и владения владимирского епископа остались окончательно за митрополитами.
B самом Владимире в 1510 году, на посаде в разных местах жили в 30 дворах митрополичьи сторожа соборной церкви и разные мастеровые люди, да за рекой Лыбядью была слобода ремесленных людей (17 дворов).
B Опольском стану митрополичьему дому принадлежало несколько крупных владений. Ha северо-запад от Владимира находились сёла: Старый двор, Яновец, Житково, Волкуша, Теремец, Новое под березами, и Ярославле. Ha запад от этой группы селений находились, образуя одно владение, сёла Павловское и Бухалово. Ha юг от перечисленных селений, несколько ближе к городу, было разбросано несколько сёл и более мелких владений: села Богослово, Спасское с дереревней Обориной, деревни Владимирка, Брянцево, Волосово. Ha север от Владимира, в том же Опольском стану, находились сёла Всеславское, на восток от него Сураломы, Сновицкое и Телмячево. B соседнем с Опольем Боголюбском стану находились сёла Поречье на реке Нерль и Кусуново с четырьмя мелкими деревнями, ныне не существующими.
В Клековском стану, митрополичьему дому принадлежал большой бортный лес. Центром владения можно считать существующую ныне деревню Улыбышеву, получившую свое название от бортников Улыбышевых, которые с последней четверти XV века и позже владели по даче митрополитов бортным лесом и должны были поставлять на митрополичий погреб сотовый мёд.
B том же стану митрополитам принадлежала волость Баглачевская. B сохранившихся источниках она упоминается только раз — в общей жалованной грамоте 1504 года. Когда Баглачевская волость принадлежала патриархам, это было довольно значительное и хорошо населённое владение. Очевидно, в XV веке волость была не населённой или разорённой татарскими набегами.
B юго-западной части Владимирского уезда, на стыке границ Переяславского, Московского и Коломенского уездов, находилась обширная волость Сенег. Значительная часть Сенежской волости уже при митрополите Алексее принадлежала митрополичьему дому. В XIV—XV веках из этой волости шли поставки рыбы.
B XlV—XVII веках центром большого Медушского стана был погост Медуши (в 50 верстах на восток от Владимира), получившего свое название от бортного пчеловодства. B жалованной грамоте 1425 года великого князя Василия митрополиту Фотию в Медушах упоминаются два селения: Андреевское и Мартемьяновское. Из жалованной льготной грамоты 1474 года известно, что эти сёла «лежат пусты лет с 20, а дворов ден на них нет», а на Ильинском селище вновь поставлены два починка. Вероятно, владение долго не могло оправиться от татарского набега середины XV века. B 1499 году дворецкий Вятка Сахарусов произвёл мену землями с митрополичьим Сновицким монастырем. Он дал Сновицкому монастырю село Телмячево возле Владимира, и получил в обмен в Медушах земли: село Максимовское, деревню Брюховскую и селища: Мартемьяновское, Федорино, Еськино и Кулачеево. Дальнейшая судьба этого владения неизвестна, и в общей жалованной грамоте 1504 года оно не упоминается.
В жалованной грамоте 1504 года упоминается несколько мелких владений, разбросанных в разных частях Владимирского уезда и образовавшихся, вероятно, путем вкладов частных лиц. В Ильмехотском стану: сёла Мещерка и Haжирово на реке Ворше и дереревня Захарьина; в Санницкой волости того же стана — деревня Калинина на Ворше; в среднем течении Пекши — деревни Козлятино и Пашнево; деревни Ступенцино, Сычева и Сандырева. Иногда митрополичий дом приобретал мелкие владения и покупкой. Для чего он это делал, имея большие неустроенные владения, непонятно. Так, в 1421 году митрополит Фотий купил деревню Яковлевскую (не менее 50 вёрст от Владимира, в бассейне реки Талши притока Ушны. Также на территории уезда было несколько домовых монастырей. Самым значительным был монастырь Константина и Елены на Клязьме, основанный митрополитом Алексеем и им же обеспеченный «сёлами» и всякими «потребами».

## Население
В конце XVII — начале XVIII века в уезде насчитывалось около 25820 дворов.

## Сельское хозяйство
Сельское хозяйство, а в частности земледелие, было почти единственным источником благосостояния сельского населения. Основными зерновыми культурами были рожь и овес. Кроме ржи и овса, сеяли пшеницу, ячмень, вероятно гречиху, лен, коноплю.

## Промыслы
Наиболее древними промыслами являются: рыболовство, солеварение и бортничество.
Лесные южные волости Владимирского уезда; Муромское сельцо, Тумская, Тугалесская, Мичевская, Польская, Кривандинская, Вышелесская — были известны своими изделиями из дерева, преимущественно, по-видимому, относившимися к экипажному производству, частям сбруи и т. п. Этот промысел был известен даже Большому дворцу. В 1630 г . бывшим дворцовым крестьянам этой волости было приказано сделать «на государев конюшенный обиход к колымагам 15 крюков больших да к коптанам десятеро полозье больших дубовых да 60 тесниц дубовых пяти сажен, да 5 досок липовых трех сажен, да к санем оглобли и дуги вязовые».

## Торговля
Сельская ярмарка, торг или «торжок», была самым распространенным торговым предприятием. Ярмарки бывали годовые или по храмовым праздникам. Чаще всего торг происходил один или два раза в неделю. Местом торга бывали обыкновенно большие села — центры крупных дворцовых, духовных или служилых вотчин. Таможенные сборы шли или прямо в царскую казну, или же их собирал местный вотчинник, вносивший уже от себя известную сумму в приказ Большого прихода.

## Ликвидация уезда
В 1708 году в результате областной реформы по указу Петра I «Об устройстве губерний и об определении в оныя правителей» была образована Владимирская провинция в составе Московской губернии. Провинция делилась на четыре дистрикта: Владимирский, Вязниковский, Гороховецкий, Муромский. В состав провинции были включены города Владимир, Гороховец и Муром. По ревизии 1710 года в провинции насчитывалось 28,0 тыс. дворов.